# دافي أوبراين
دافي أوبراين (بالإنجليزية: Davey O'Brien) هو لاعب كرة قدم أمريكية أمريكي، ولد في 22 يونيو 1917 في دالاس في الولايات المتحدة، وتوفي في 18 نوفمبر 1977 في فورت وورث في الولايات المتحدة.

## وصلات خارجية
- دافي أوبراين على موقع مرجع كرة القدم المحترفة.كوم (الإنجليزية)